# Малиновая Варакка
Мали́новая Вара́кка — посёлок в Лоухском районе Карелии, административный центр Малиновараккского сельского поселения.
В переводе на русский язык карел. Varakku — горка.

## География
Посёлок расположен в 25 км к северу от посёлка Лоухи.
К северо-востоку от посёлка расположено озеро Нижнее Пулонгское, через которое протекает река Пулонга. В 1,5 км к юго-востоку расположена губа Чупа Белого моря.

## История
Возник в 1920-х годах при руднике Чупинского рудоуправления, основан как шахтерский посёлок.
В 1930-х годах Браунковым В. К. было открыто крупное месторождение слюды. Здесь действовала самая глубокая в мире шахта по добыче слюды-мусковита. Нижний горизонт выработки проходил на глубине 200 м от поверхности земли. Листовая слюда поставлялась для переработки на Петрозаводскую слюдяную фабрику.

## Население
| 2002 | 2009 | 2010 | 2013 |
| ---- | ---- | ---- | ---- |
| 465  | ↘380 | ↘277 | ↘225 |

## Экономика
В связи с прекращением добычи слюды с 2000-х шахты в посёлке закрылись.

## Инфраструктура
- Отделение почтовой связи
- Предприятие ЖКХ
- Предприятия торговли
- Дом культуры
- Начальная школа-детский сад
- Библиотека

## Уличная сеть
- ул. Геологов
- ул. Лесная
- ул. Разведка
- ул. Слюдяная
- ул. Советская